# Léon Charles Thévenin
Léon Charles Thévenin (Meaux, 30 marzo 1857 – Parigi, 21 settembre 1926) è stato un ingegnere francese specializzato in telegrafia, divenuto famoso per aver elaborato il teorema di Thévenin.

## Biografia
Diplomatosi all'École polytechnique nel 1876 ed all'École supérieure de télégraphie nel 1879, iniziò a lavorare nel 1880 all'interno dell'amministrazione delle poste e telegrafi francesi. Nel frattempo tenne anche corsi di matematica, focalizzando le proprie ricerche sull'elettricità.
Nel 1883 pubblicò una formula di semplificazione degli schemi elettrici, che da lui prese il nome di teorema di Thévenin, a partire dalle leggi di Kirchhoff, a sua volta derivanti dalla legge di Ohm.
Inoltre Thévenin fu sostenitore del decreto del 1895 che conferì agli ingegneri telegrafici francesi la supervisione delle installazioni elettriche industriali.
Nel 1888 l'ingegnere fu incaricato di insegnare la matematica e l'elettrotecnica all'École supérieure de télégraphie; successivamente, nel 1896, venne nominato direttore dell'istituto scolastico. Da allora condusse ulteriori studi che influenzarono il metodo di costruzione delle reti elettriche e chiese che venisse potenziato il laboratorio dell'istituto per poter effettuare ricerche più ambiziose, ma tale richiesta fu accettata solo nel 1916, molto tempo dopo le sue dimissioni, avvenute nel 1901, quando fu sostituito da Édouard Estaunié.
In seguito Thévenin diventò direttore degli atelier del boulevard Brune, dove si occupò dei macchinari che stampavano i francobolli.
Quasi ignorato negli ultimi anni di vita a causa dell'attrazione che aveva verso la ricerca, morì a Parigi nel 1926, dopo essere stato trasferito lì per essere curato. Per sua volontà, prima di morire chiese che dovesse essere accompagnato al cimitero esclusivamente dalla sua famiglia e che nessun oggetto dovesse essere lasciato sulla sua tomba, ad eccezione di una rosa sul suo giardino. Le   sue spoglie furono traslate e seppellite nella sua città natale, Meaux.